# NGC 4496
NGC 4496 (ook: NGC 4496A of NGC 4505) is een balkspiraalstelsel in het sterrenbeeld Maagd. Het hemelobject werd op 23 februari 1784 ontdekt door de Duits-Britse astronoom William Herschel. Het ligt in de buurt van NGC 4496B.

## Synoniemen
- IRAS 12291+0412
- VCC 1375
- UGC 7668
- ZWG 42.144
- MCG 1-32-90
- VV 76
- KCPG 343A
- PGC 41471